# Raron
Raron é uma comuna da Suíça, no Cantão Valais, com cerca de 1.896 habitantes. Estende-se por uma área de 30,26 km², de densidade populacional de 63 hab/km². Confina com as seguintes comunas: Ausserberg, Baltschieder, Blatten, Bürchen, Niedergesteln, Unterbäch, Visp, Wiler, Zeneggen. 
A língua oficial nesta comuna é o Alemão.